# Resolutie 925 Veiligheidsraad Verenigde Naties
Resolutie 925 van de Veiligheidsraad van de Verenigde Naties werd unaniem  aangenomen op 8 juni 1994. De resolutie verlengde het mandaat van de UNAMIR-vredesmacht in Rwanda met vier maanden.

## Achtergrond
Vanaf de kolonisatie van Rwanda eind 19e eeuw gingen de Tutsi de veel talrijker Hutu overheersen. Nog voordat de onafhankelijkheid een feit was brak etnisch geweld uit, waarbij de Hutu aan de macht kwamen en veel Tutsi het land ontvluchtten en niet meer mochten terugkeren. Daar richtten ze eind jaren tachtig het FPR op, dat in 1990 Rwanda binnen viel. Met westerse steun werden zij echter verdreven. Toch werden hieropvolgend vredesgesprekken aangeknoopt. Die leidden in 1993 tot het Vredesakkoord van Arusha.
Op 6 april 1994 kwamen de Rwandese en de Burundese president om toen hun vliegtuig werd neergeschoten. Dat was het startsein voor Hutu-milities om op grote schaal Tutsi en gematigde Hutu te vermoorden. De UNAMIR-vredesmacht van de Verenigde Naties stond machteloos. De FPR ging opnieuw in de aanval en nam in juli de hoofdstad Kigali in. Hierop vluchtten veel Hutu naar Oost-Congo, wat die regio jarenlang destabiliseerde.

## Inhoud
De Veiligheidsraad merkte op dat de vijandelijkheden nog steeds doorgingen, er geen staakt-het-vuren was en het uitmoorden van de bevolking nog niet was gestopt. Ook waren er rapporten over genocide. Het geweld en de systematische moord op duizenden burgers werden streng veroordeeld. Dat de daders ervan ongestraft hun gang konden blijven gaan, was ontoelaatbaar.
De raad merkte ook op dat de UNAMIR-vredesmacht dan weer tot doel had om als een buffer tussen beide partijen te staan. De militaire component van de missie zou enkel doorgaan zolang ze bijdroeg aan de veiligheid en bescherming van burgers, vluchtelingen en hulpverleners.
Door de ontheemding van zo'n 1,5 miljoen Rwandezen en de massale uittocht van vluchtelingen was een enorme humanitaire crisis ontstaan. Zij werden bedreigd door hongersnood en ziekten. De hoge commissaris voor de Vluchtelingen had de regio bezocht en een speciale rapporteur voor Rwanda aangesteld. De bijdragen van de Organisatie voor Afrikaanse Eenheid en zijn buurlanden werden verwelkomd.
Het Vredesakkoord van Arusha moest als basis van een vreedzame oplossing dienen, met behoud van Rwanda's eenheid en territoriale integriteit.
De Veiligheidsraad steunde de voorstellen van secretaris-generaal Boutros Boutros-Ghali om onmiddellijk een uitgebreid UNAMIR in te zetten. Dit waren met name:
- twee bijkomende bataljons voor fase 2;
- twee extra bataljons voor fase 3;
- de flexibele uitvoering van de drie fasen.

Het mandaat van de vredesmacht werd verlengd tot 9 december. De missie moest, naast bemiddelen tussen de partijen over een staakt-het-vuren, ook:
- ontheemden en vluchtelingen beschermen;
- de hulpverlening beveiligen.

UNAMIR mocht zich verdedigen wanneer beschermde gebieden en personen in gevaar werden gebracht. De missie moest ook snel de extra manschappen en ondersteuning krijgen en samenwerken met de speciale rapporteur.
Van de partijen werd geëist dat de vijandelijkheden, het moorden en het aanzetten tot etnische haat via de media werden gestopt en een staakt-het-vuren werd gesloten. Beide partijen hadden beloofd te zullen meewerken met UNAMIR. Het was noodzakelijk dat de veiligheid van al UNAMIR's personeel werd verzekerd.
De intentie van de secretaris-generaal om een fonds op te zetten voor Rwanda werd verwelkomd. De situatie in Rwanda en de rol van UNAMIR daarin werden constant opgevolgd. De secretaris-generaal moest tegen 9 augustus en 9 oktober rapporteren over de vooruitgang van de missie, de veiligheidssituatie van de bevolking, de humanitaire situatie en de vooruitzichten op een staakt-het-vuren en verzoening.

## Verwante resoluties
- Resolutie 912 Veiligheidsraad Verenigde Naties
- Resolutie 918 Veiligheidsraad Verenigde Naties
- Resolutie 928 Veiligheidsraad Verenigde Naties
- Resolutie 929 Veiligheidsraad Verenigde Naties

Lijst ·  893 ·  894 ·  895 ·  896 ·  897 ·  898 ·  899 ·  900 ·  901 ·  902 ·  903 ·  904 ·  905 ·  906 ·  907 ·  908 ·  909 ·  910 ·  911 ·  912 ·  913 ·  914 ·  915 ·  916 ·  917 ·  918 ·  919 ·  920 ·  921 ·  922 ·  923 ·  924 ·  925 ·  926 ·  927 ·  928 ·  929 ·  930 ·  931 ·  932 ·  933 ·  934 ·  935 ·  936 ·  937 ·  938 ·  939 ·  940 ·  941 ·  942 ·  943 ·  944 ·  945 ·  946 ·  947 ·  948 ·  949 ·  950 ·  951 ·  952 ·  953 ·  954 ·  955 ·  956 ·  957 ·  958 ·  959 ·  960 ·  961 ·  962 ·  963 ·  964 ·  965 ·  966 ·  967 ·  968 ·  969